# جيوميترية العمارة
جيومترية العمارة (Architectural geometry) هي مجال بحث يجمع بين الهندسة التطبيقية والهندسة المعمارية ، والتي تتناول عمليات التصميم والتحليل والتصنيع. وهي في قلب التصميم المعماري  وتتحدى بشدة الممارسات المعاصرة، ما يسمى بالممارسة المعمارية للعصر الرقمي.

## المجالات
تتأثر جيومترية العمارة بالمجالات التالية:
- الهندسة التفاضلية، والطوبولوجيا، والهندسة الكسورية، والأوتوماتا الخلوية من جهة
- والهندسة الوصفية من جهة أخرى

تشمل الموضوعات:
- منحنيات رسم حر وإنشاء السطح
- الأسطح القابلة للتطوير
- التقريب الهندسي بواسطة خوارزميات أو من خلال التطبيقات الرقمية ثلاثية الابعاد لمفاهيم الهندسة الوصفية (انظر الصورة المرفقة)

- التصميم التوليدي
- النماذج الأولية والإنتاج الرقمي

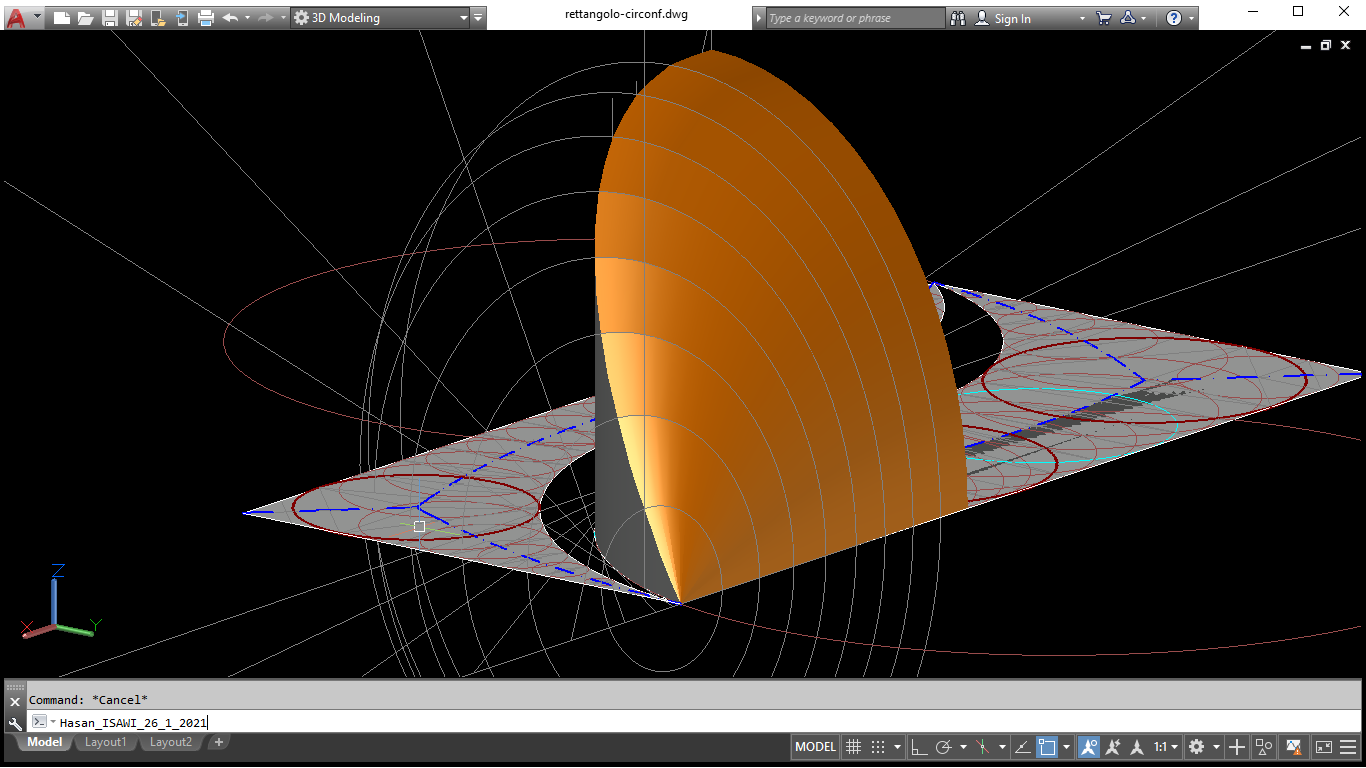
التقريب الهندسي لمشروع معماري باسطح حرة (freeform) باستخدام مفاهيم الهندسة الوصفية

يقول المعماري نيكولو بالداسيني: "يمكن للنهج النظري أن يوسع المعرفة الهندسية ويفتح نهجًا أكثر جذرية للتصميم الحر.
وتهدف البحوث إلى تطوير خوارزميات رياضية: (...) والتي تؤدي بدورها إلى نقل الاهتمام من نمذجة الأسطح إلى تقسيمها. ويصبج التقسيم مهم عند محاولة مطابقة نماذج الزجاج مع الهيكل. (...] التصميم الحر المستدام من حيث التقنيات والتكاليف والجماليات سيكون في المستقبل القريب. تتقارب الرياضيات والهندسة والتكنولوجيا والتصنيع وتندمج معًا"
"يمكن للمسائل الجيومترية في العمارة ان تحفز الابحاث في مجال النمذجة الرقمية. في البحث المرفق تم دراسة التطورات المتعلقة بذلك وخصوصا الأسطح التي لها خاصية التوازي. وفي نهائية البحث تم عرض قائمة ببعض المسائل الهندسية المتعلقة بالتصميم المعماري.
وقد اعطت برمجيات النمذجة الرقمية للمصممين فرصة جديدة في عمليات التقريب أو الترشيد الهندسي (geometric rationalization) للأسطح المنحنية. يمكن تقريب كل سطح منحني بواسطة سطح متعدد السطوح. إن اهمية الأسطح المستوية الرباعية في العمارة تتخلص في خاصية التوازي (offset). وتعتبر دراسة وتطبيق عمليات التقريب الهندسي للاسطح المنحنية تطور طبيعي لمفهوم التقابل الالتفافي (involutory correspondence) بين المستويات، وهو موضوع متجذر على نطاق واسع في تاريخ الهندسة الوصفية والذي يجد في الفضاء الافتراضي الفرصة المثلى للتجربة والتعميم.

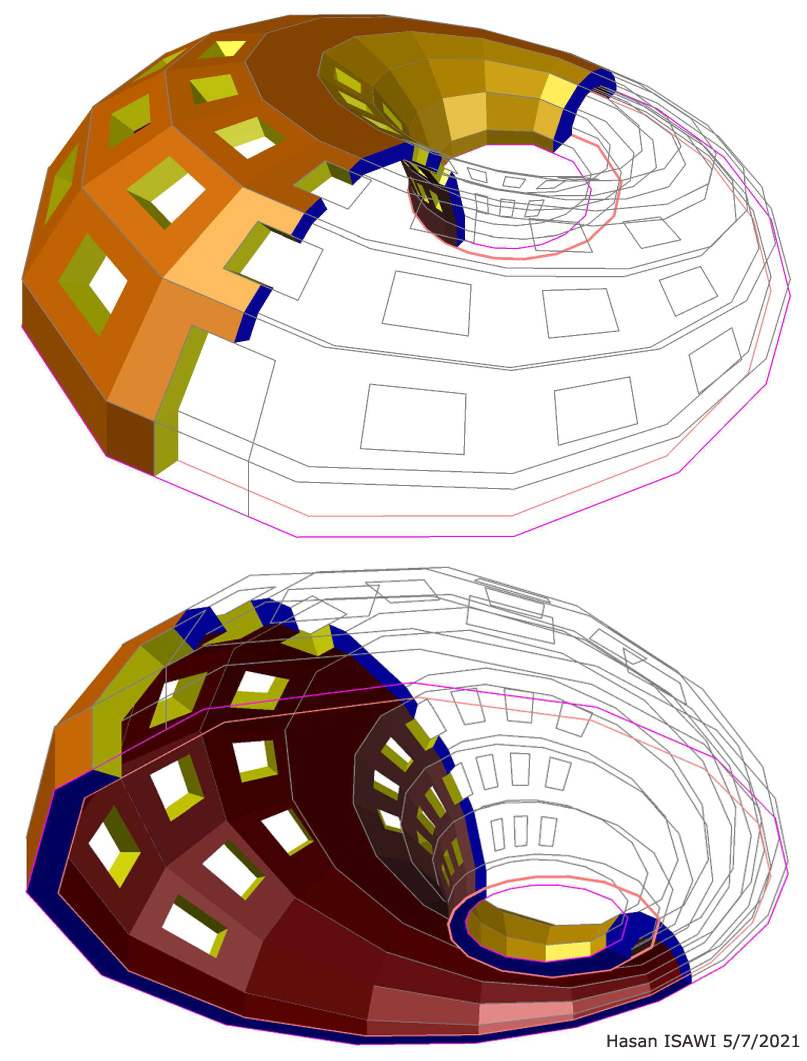
ترشيد متعدد السطوح لدويرية

"تهدف عملية التقريب الهندسي إلى إعادة تشكيل السطح الحر للمشروع، بحيث يمكن إنشاؤه بهياكل مغطاة بألواح متعددة الأضلاع. أي ان عملية التقريب تعيد تشكيل الاسطح المنحنية باستخدام أسطح قابلة للطي (متعددة الوجوه، مخروطية... إلخ). لكي تتيح قابلية التحكم فيها من الناحية الهندسية والانشائية.
من خلال تقوية الروابط بين ميكانيكا المواد والهندسة الإنشائية والجيوميتريا التطبيقية، من الممكن اقتراح ابتكارات بنائية، مما يجعل الهياكل الإنشائية المعقدة أسهل. ولذلك فإن المفاتيح الرئيسية هي المعرفة العميقة بالمواد، والأشكال الهندسية والتكنولوجيات الجديدة.

## معرض صور

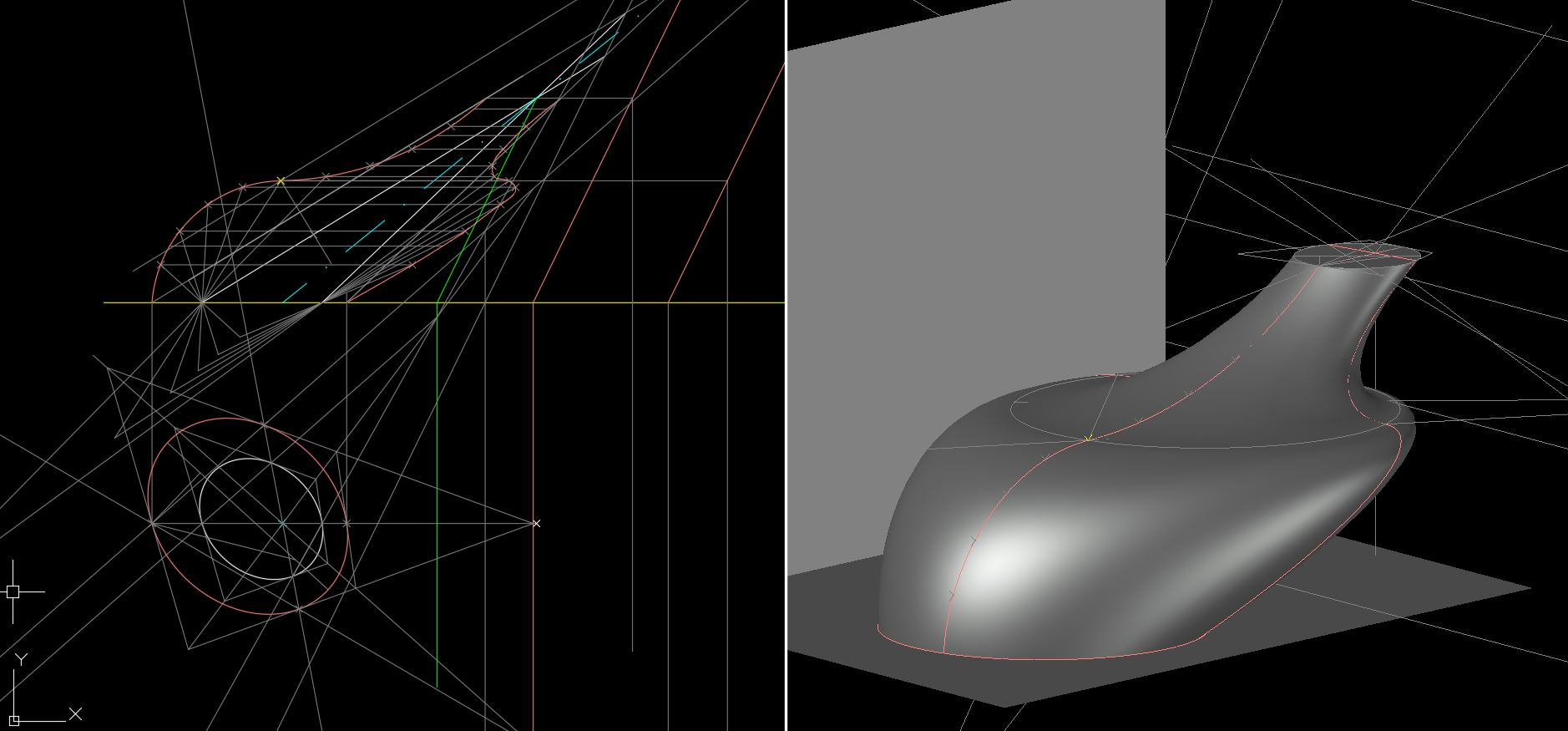
النمذجة الهندسية لسطح دويري اهليجي براسم حر
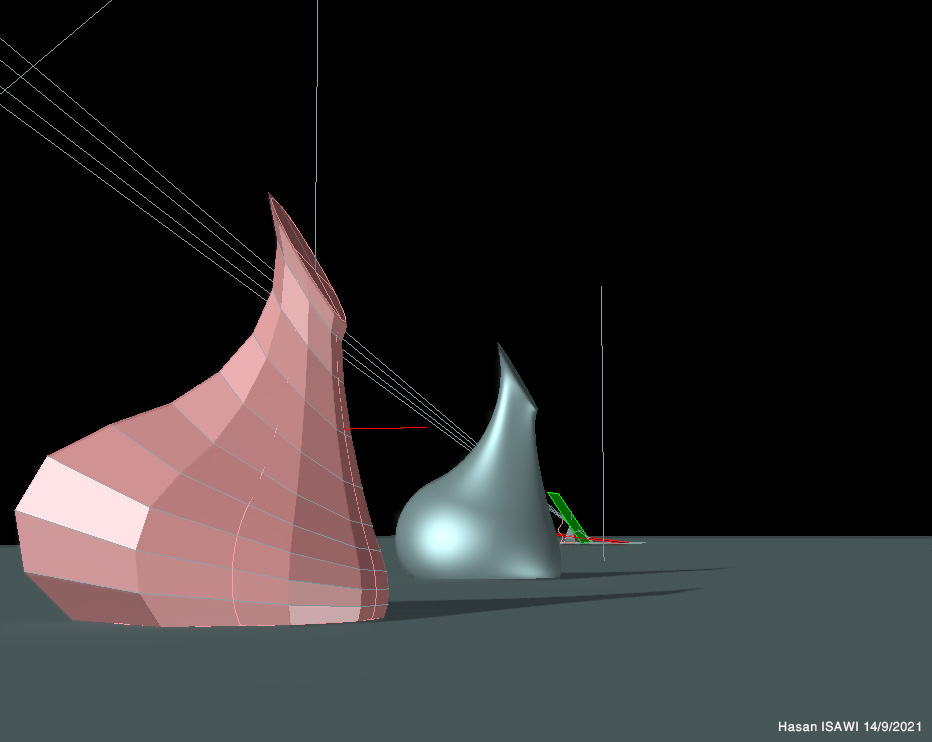
تقريب هرمي لسطح دويري براسم حر
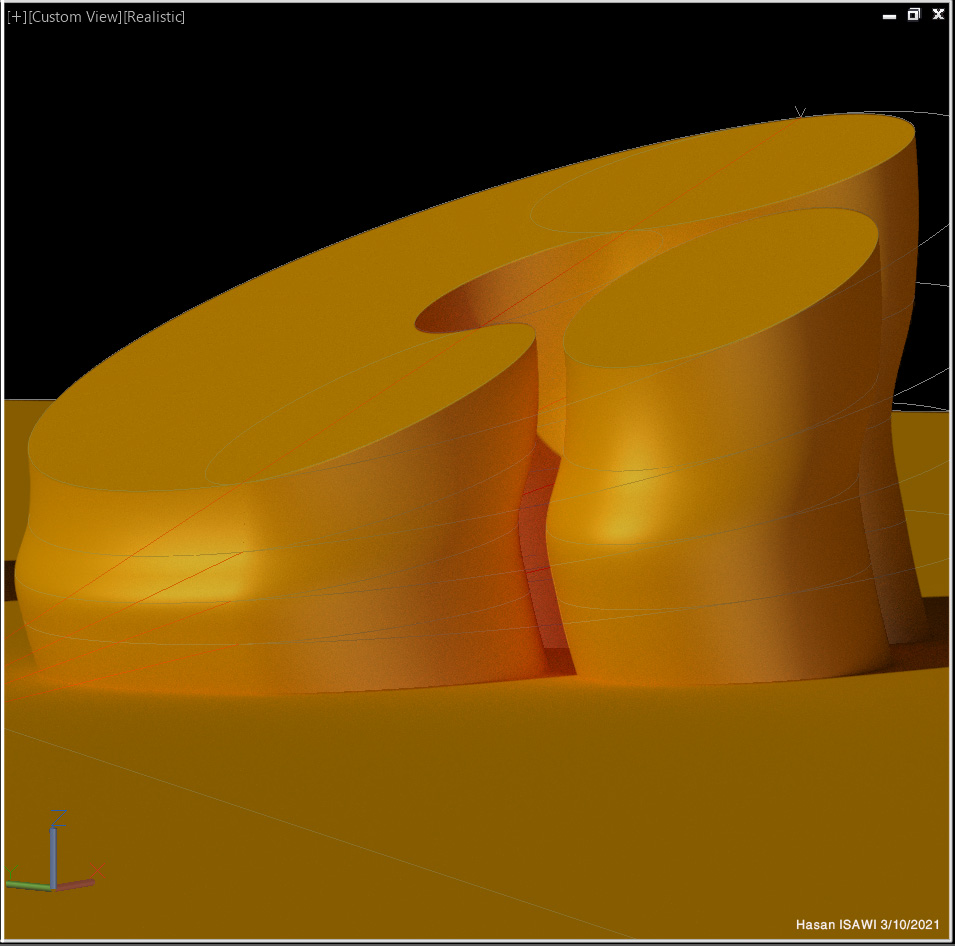
مرحلة ما قبل التقريب الهندسي لدويرية براسم حر
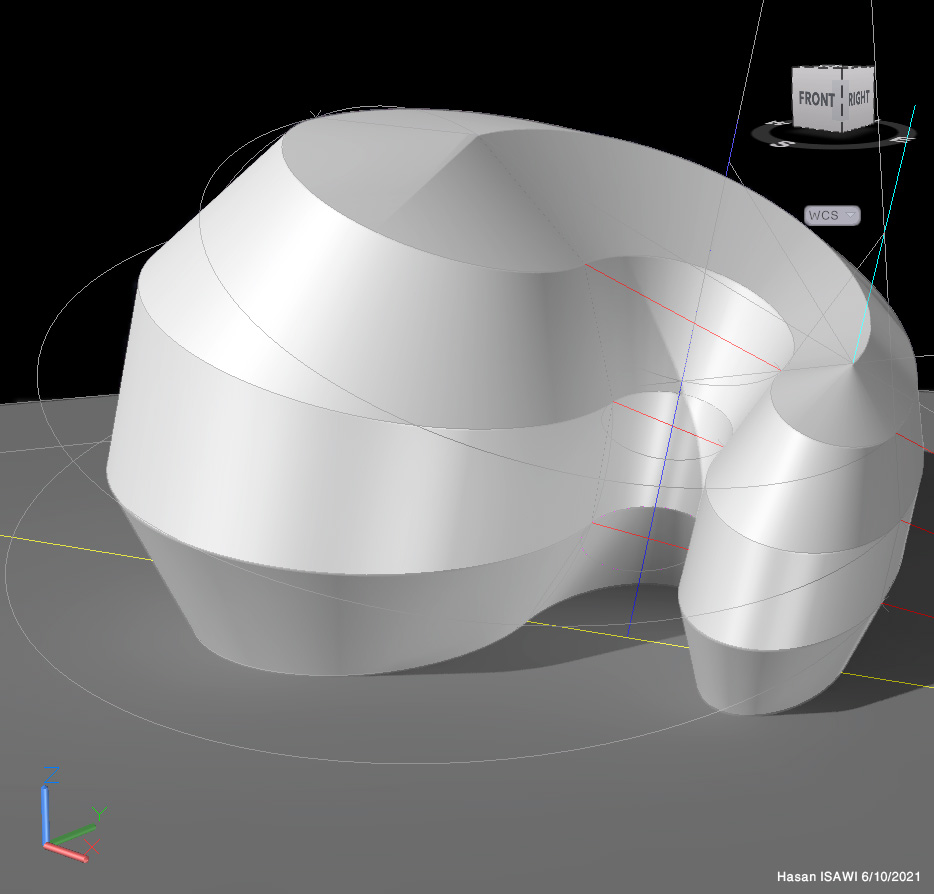
تقريب مخروطي لدويرية براسم اهليجي
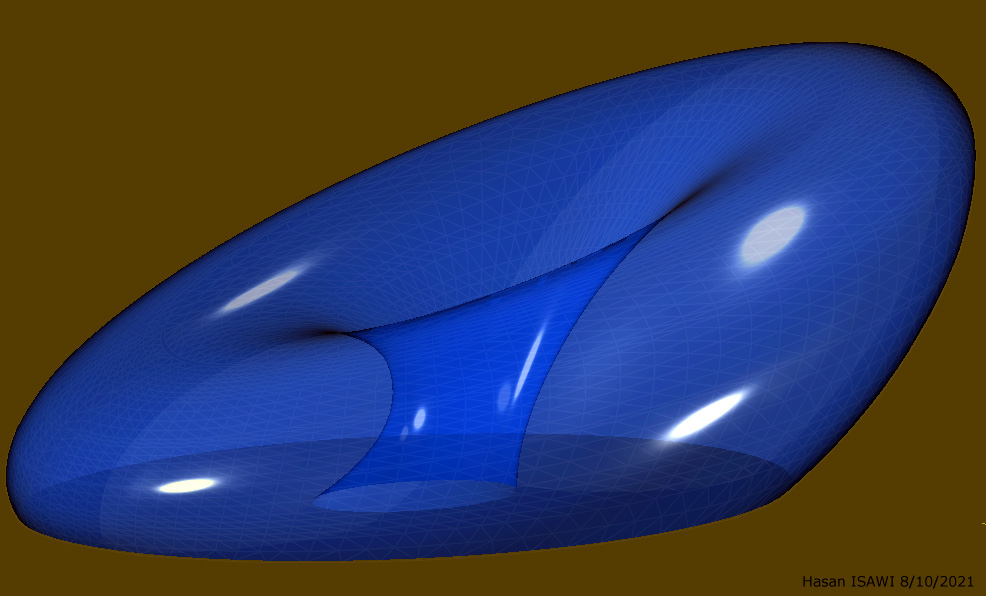
سطح ناتج عن تحول دويري لسطح إهليلجي مختلف المحاور
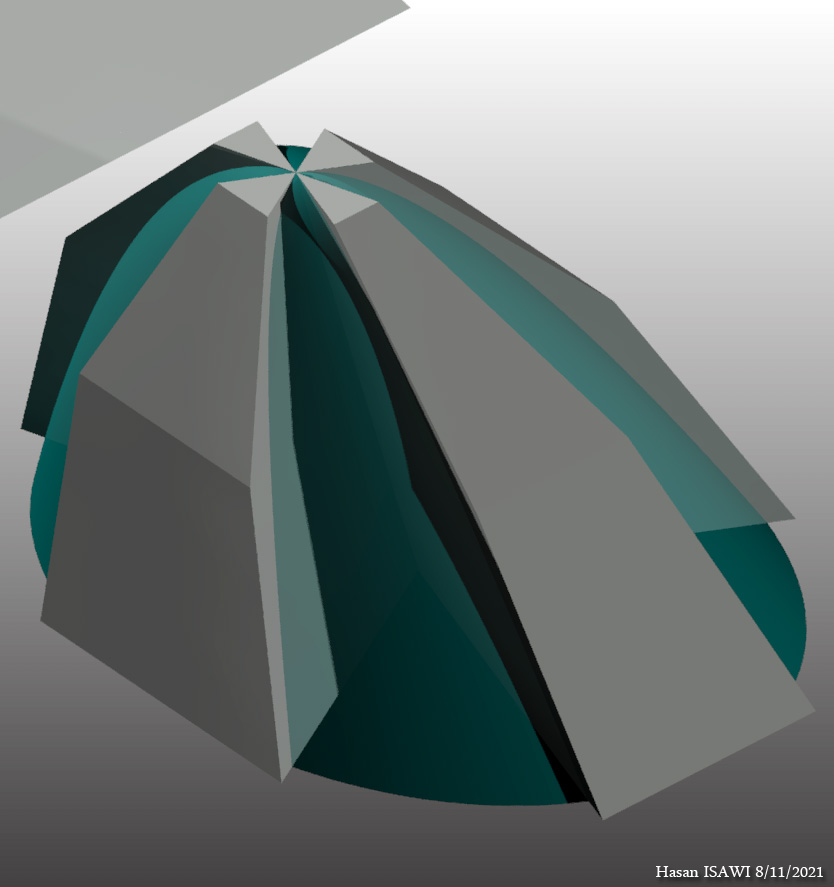
اثناء عملية التقريب متعدد الوجوه لسطح مكافئ اهليجي
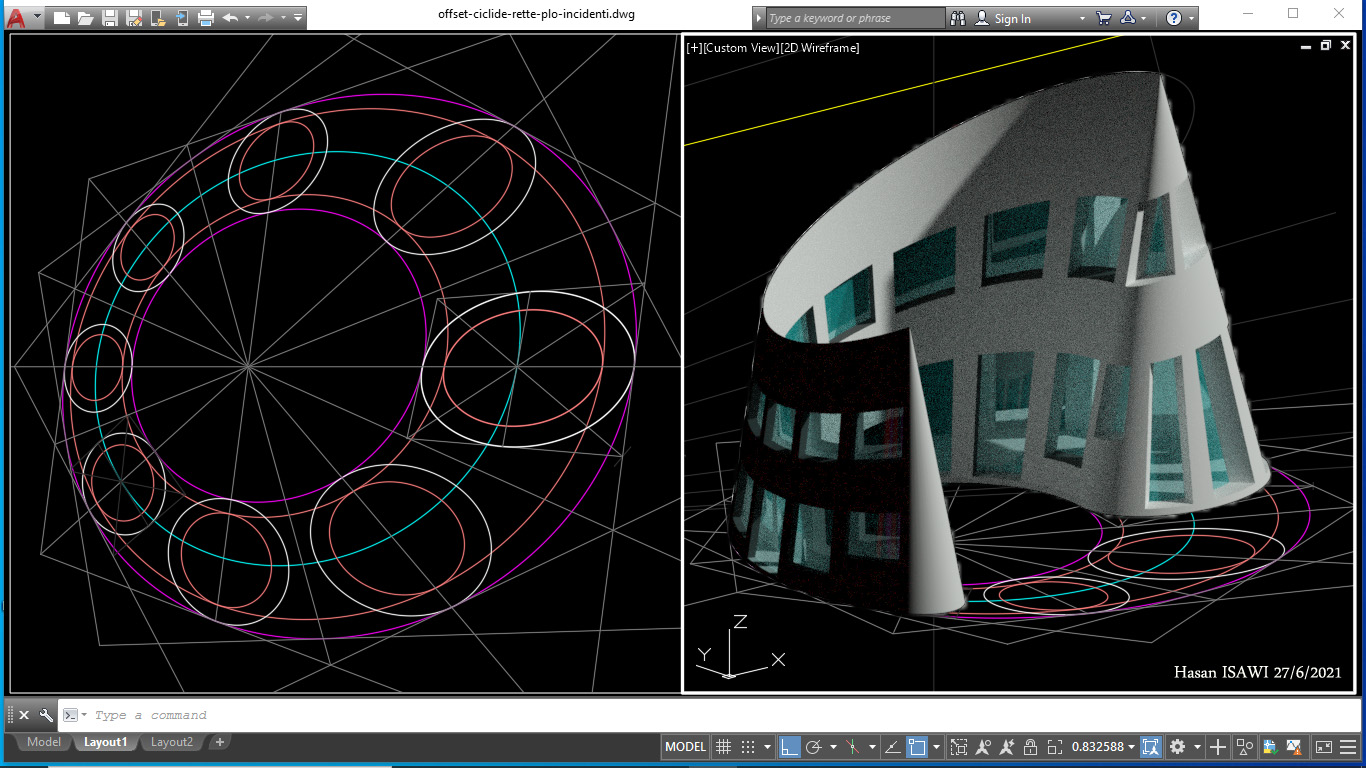
تطبيقات معمارية للدورية الحلقية. في هذه الحالة لمخاريط اهليجية غير متشابهة
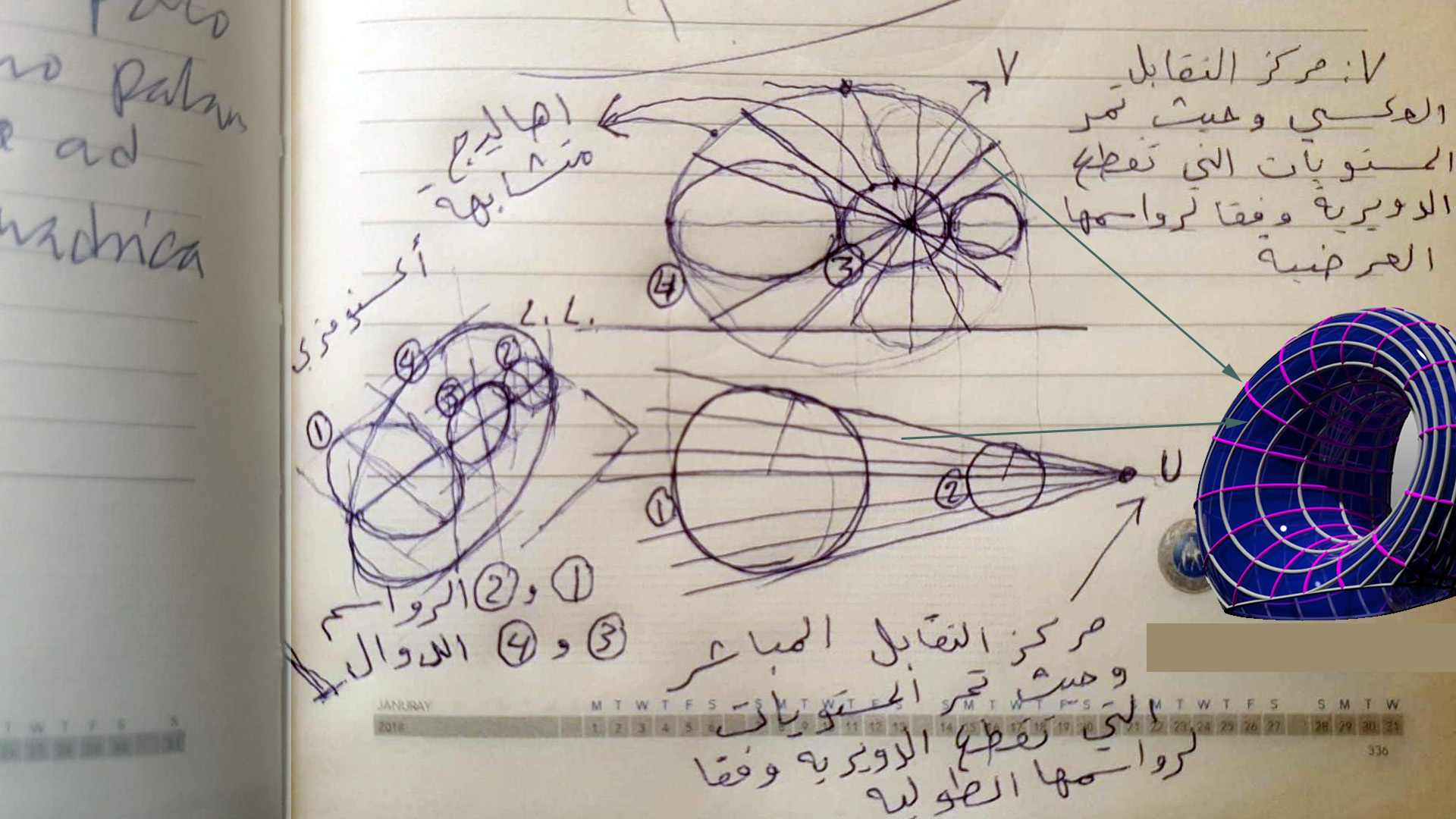
نمذجة دويرية حلقية في هذه الحالة لاسطح اهليجية متشابهة
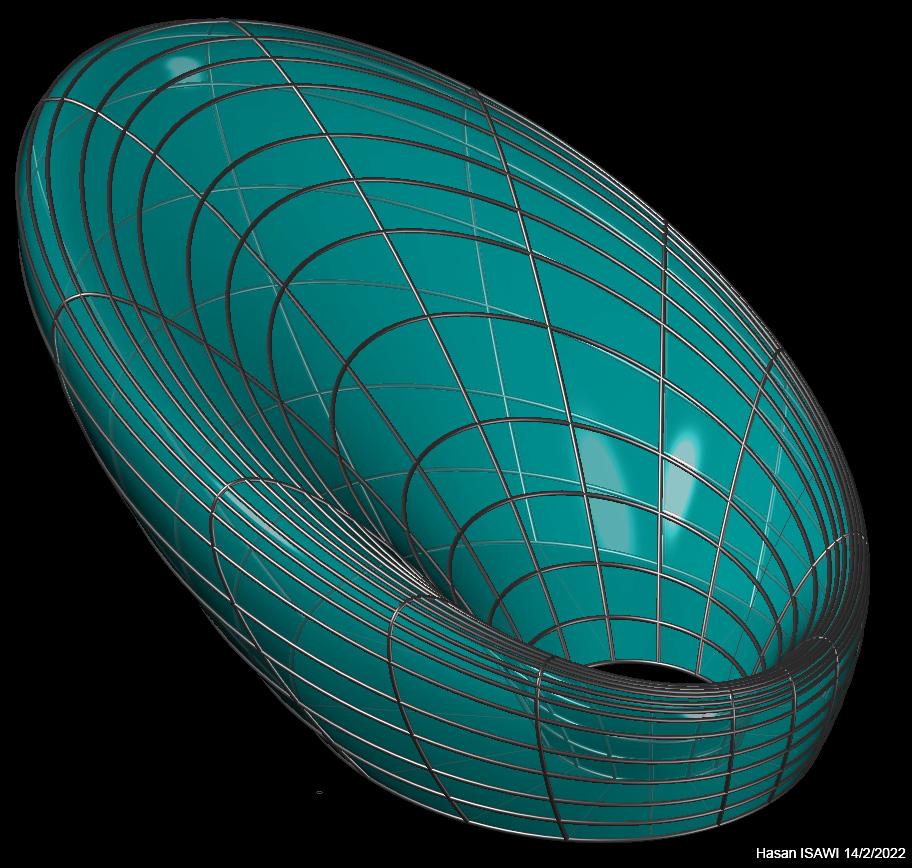
دويرية تم الحصول عليها كمغلف لتحول هندسي لاسطح اهليجية غير متشابهة لبعضها البعض
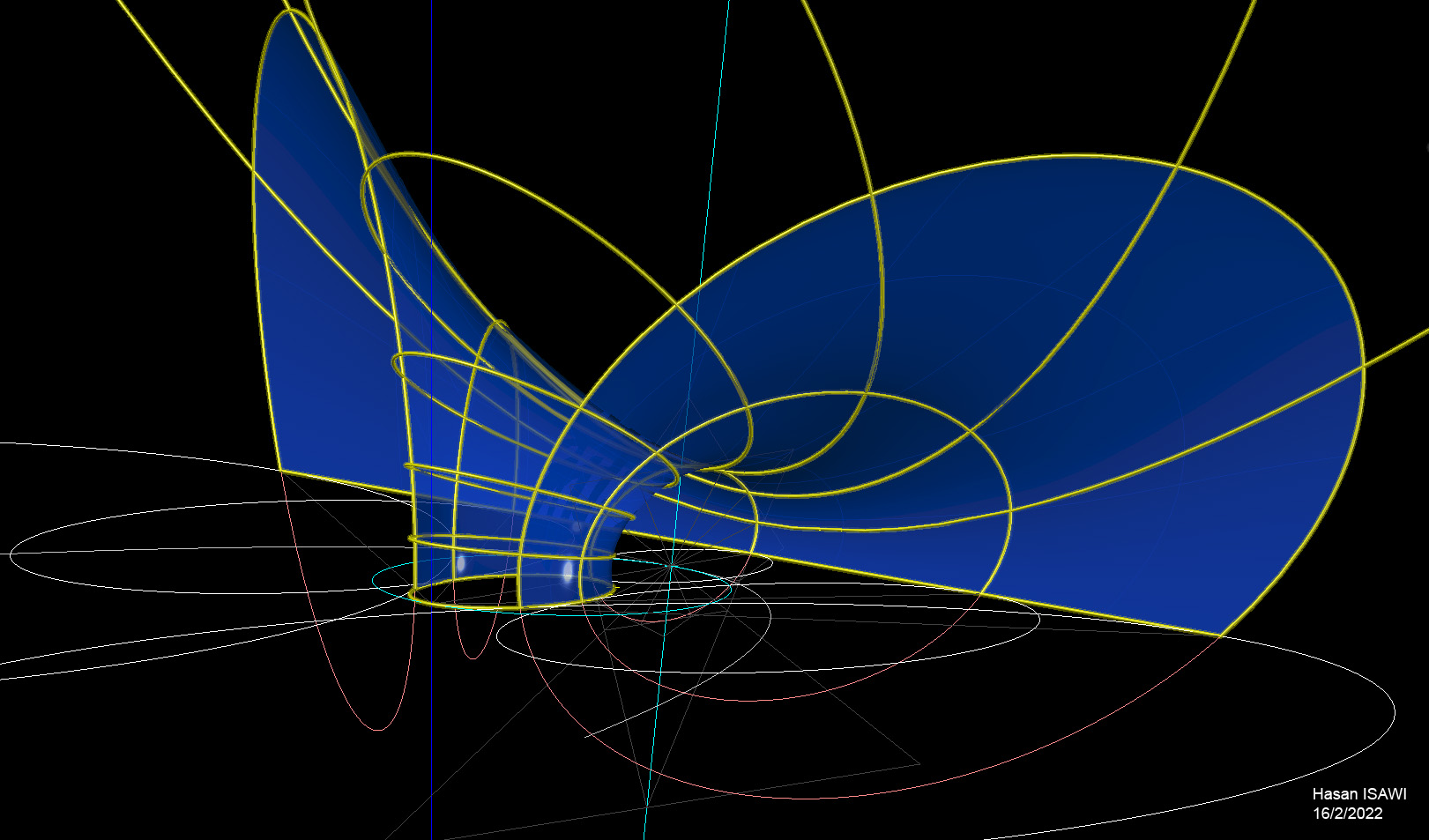
تتميز الدويرية المرفقة بأن الدوال المرجعية مكونة من اهليج وخط
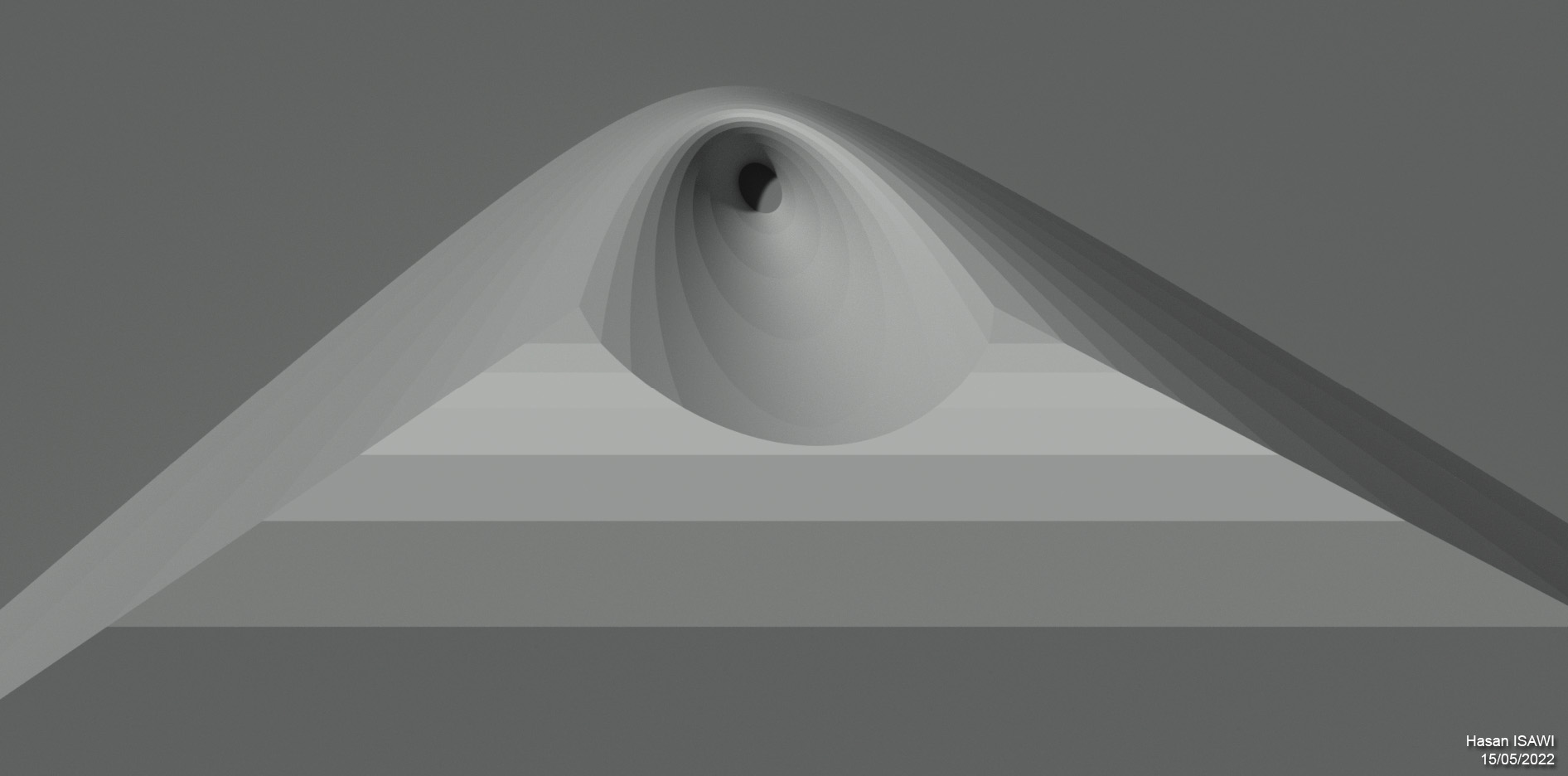
دويرية مكافئية
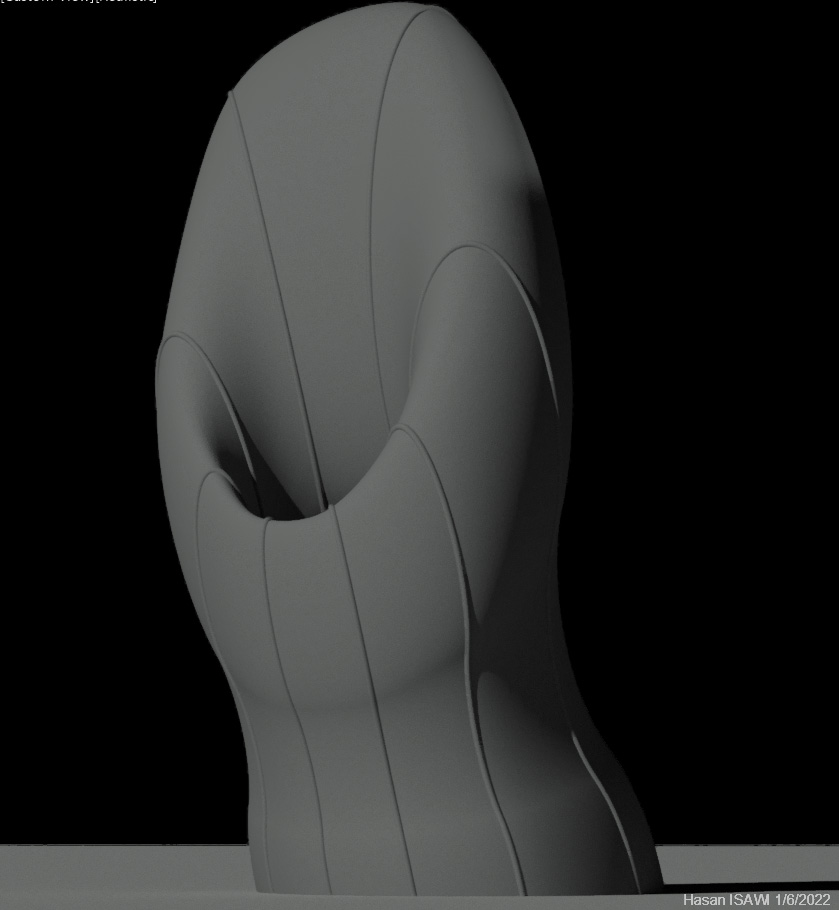
وصلات مماسية بين دويريات
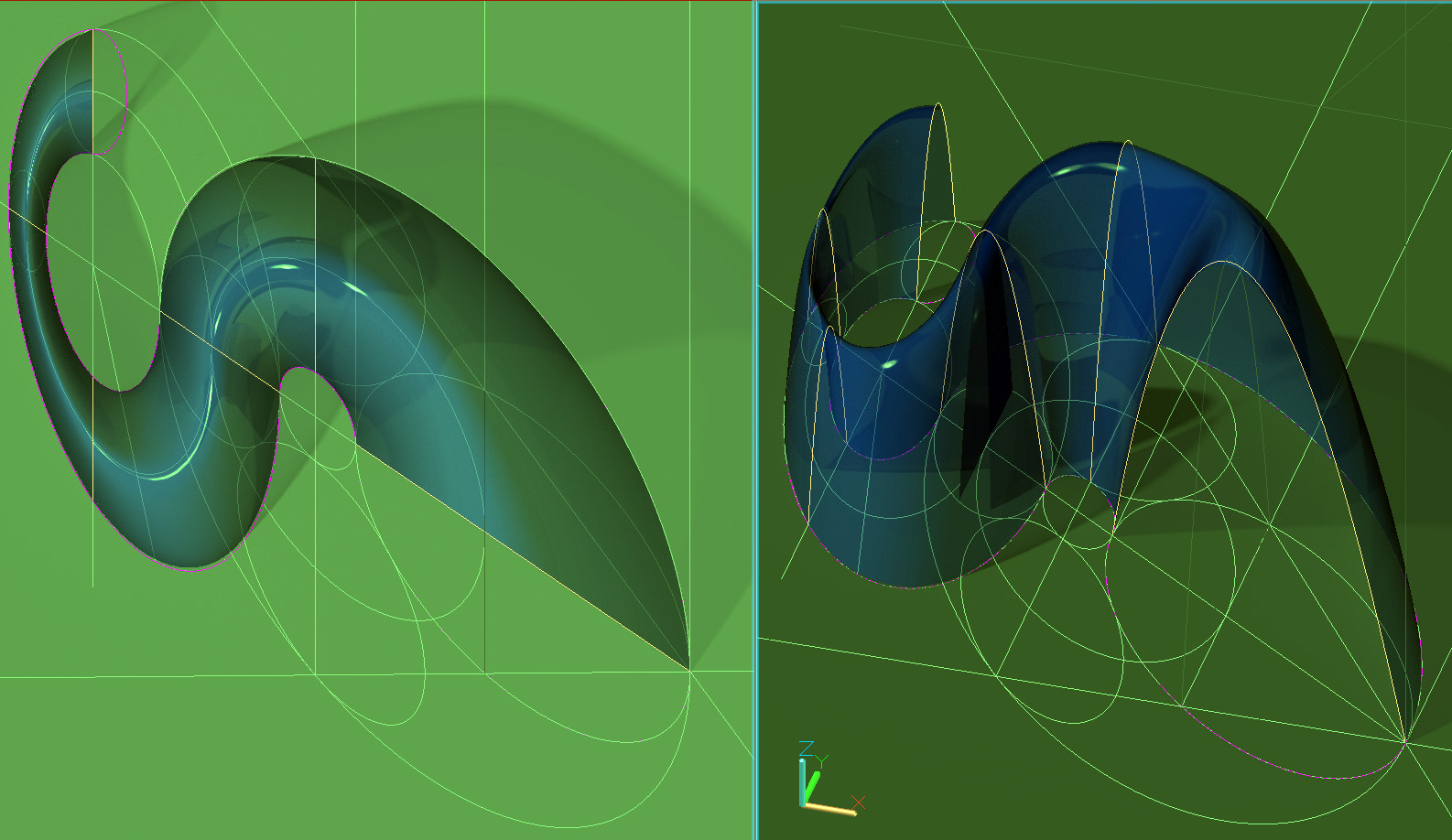
توصيل دويرتين برواسم مكافئة
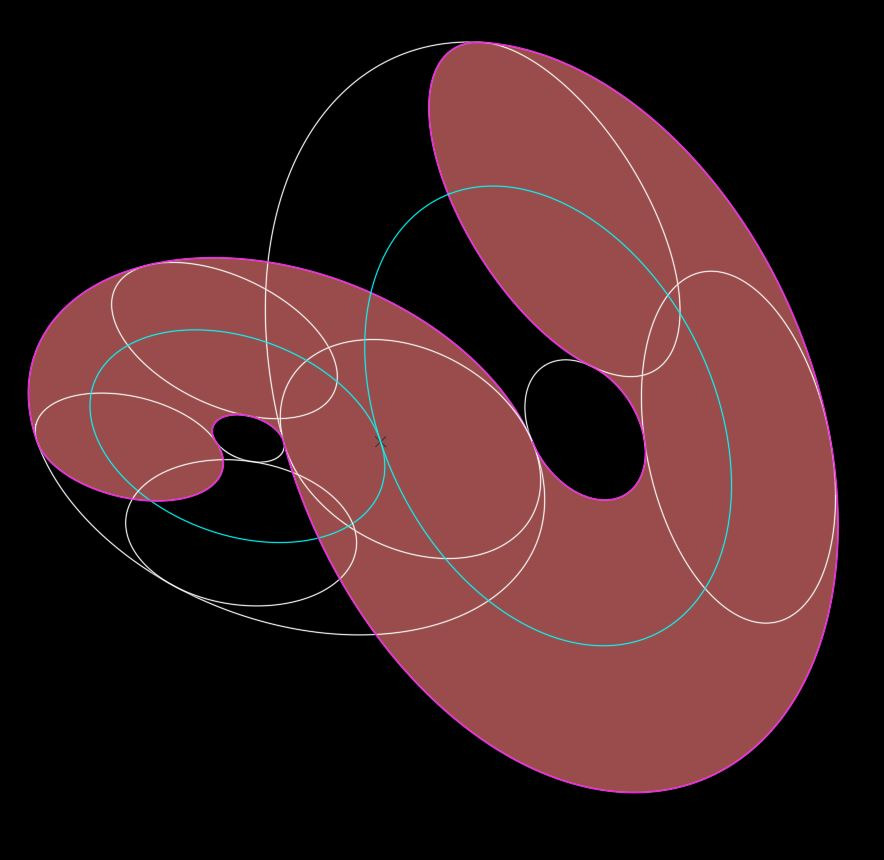
اتصال مماسي بين تحولين دوريين لمخروطيات عامة
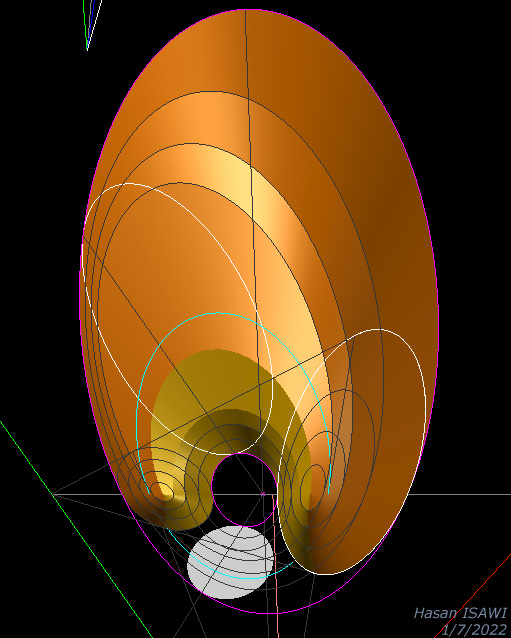
تحول دوري بين سطحين مكافئ وإهليلجي
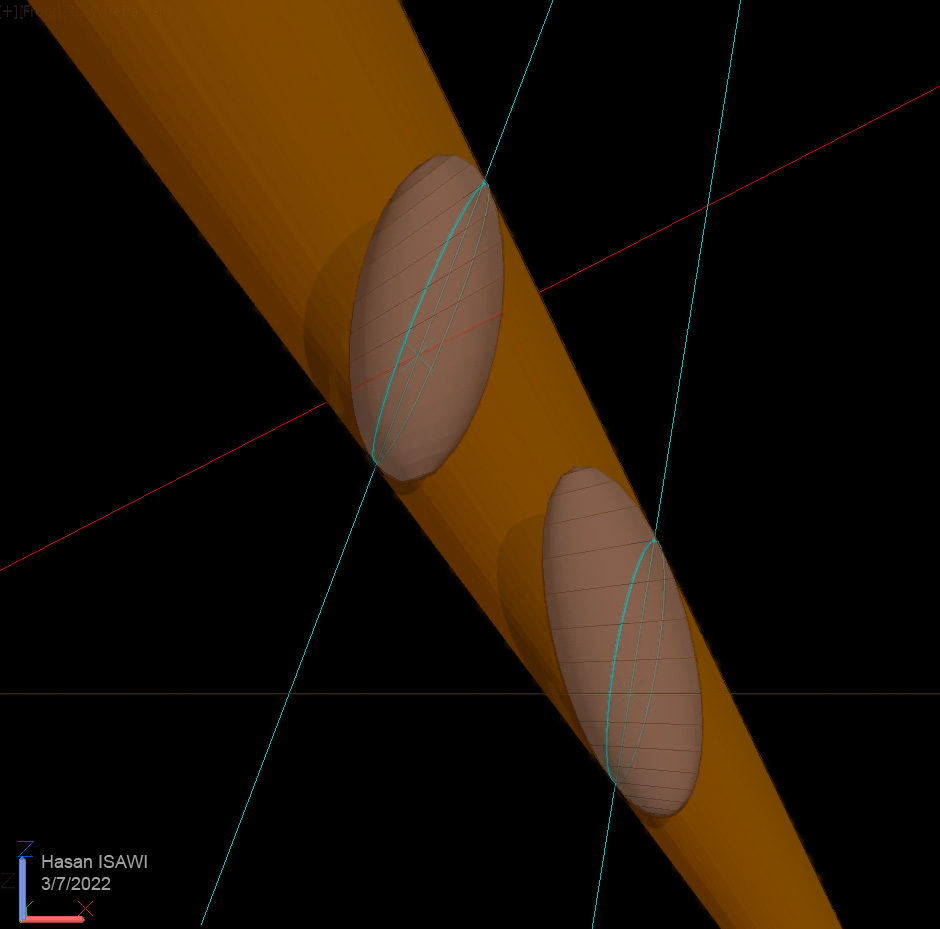
إسقاط حجمي لسطح إهليلجي من نقطة نهائية
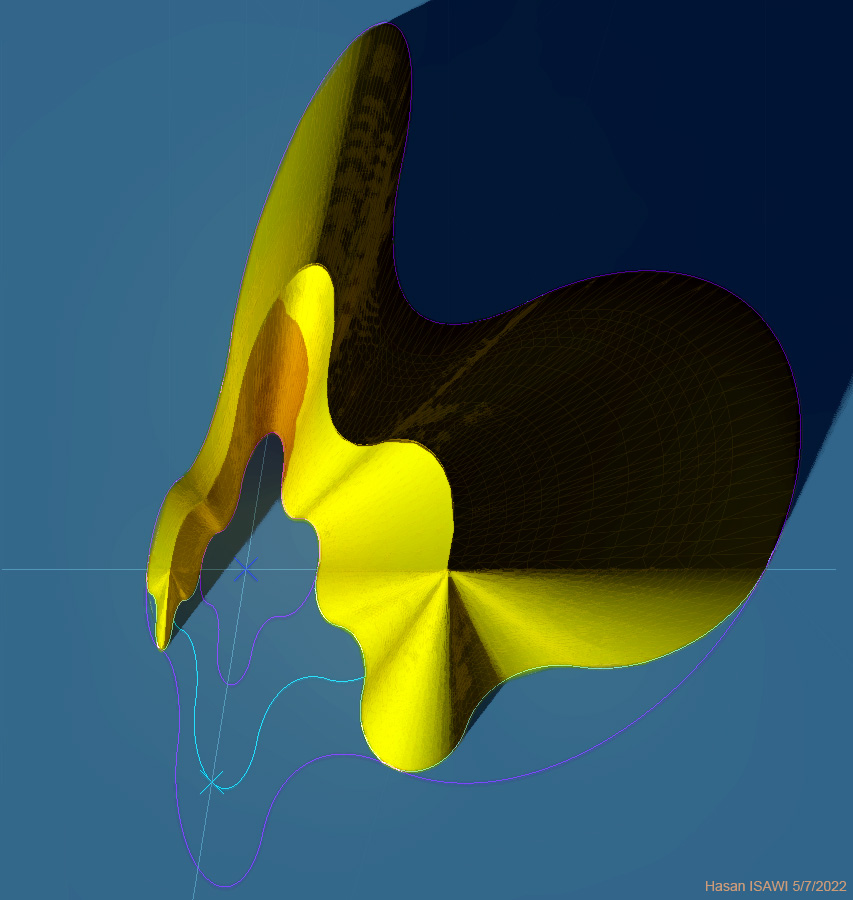
استخدام دالة مركبة لتحديد الاتصال بين مخاريط
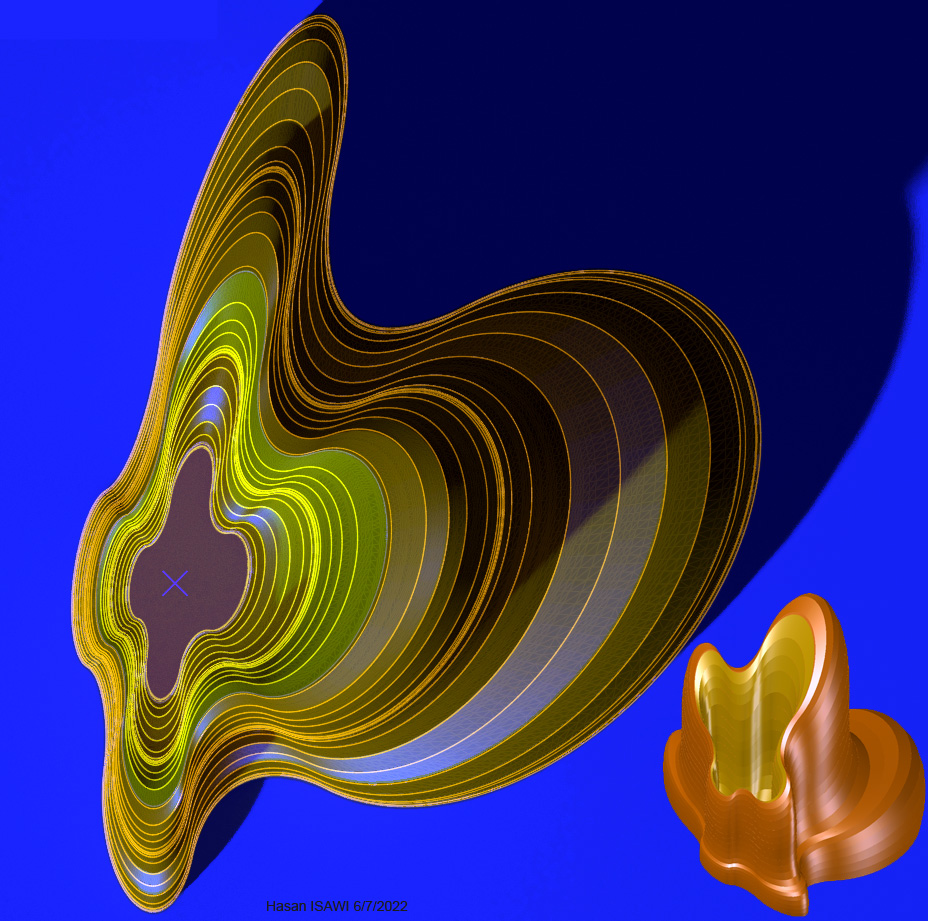
تقريب مخروطي لدويرية مركبة
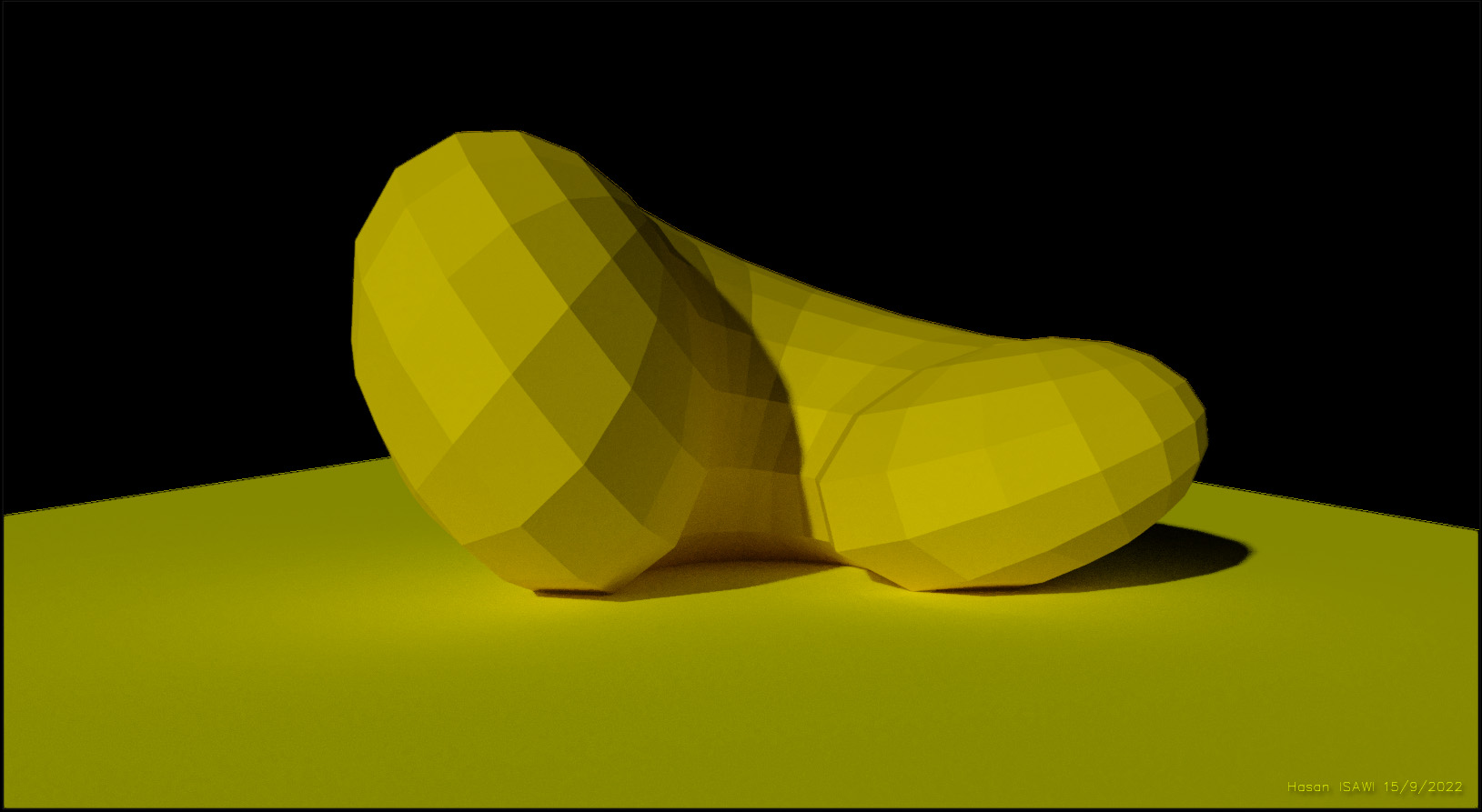
دويرية ملتوية
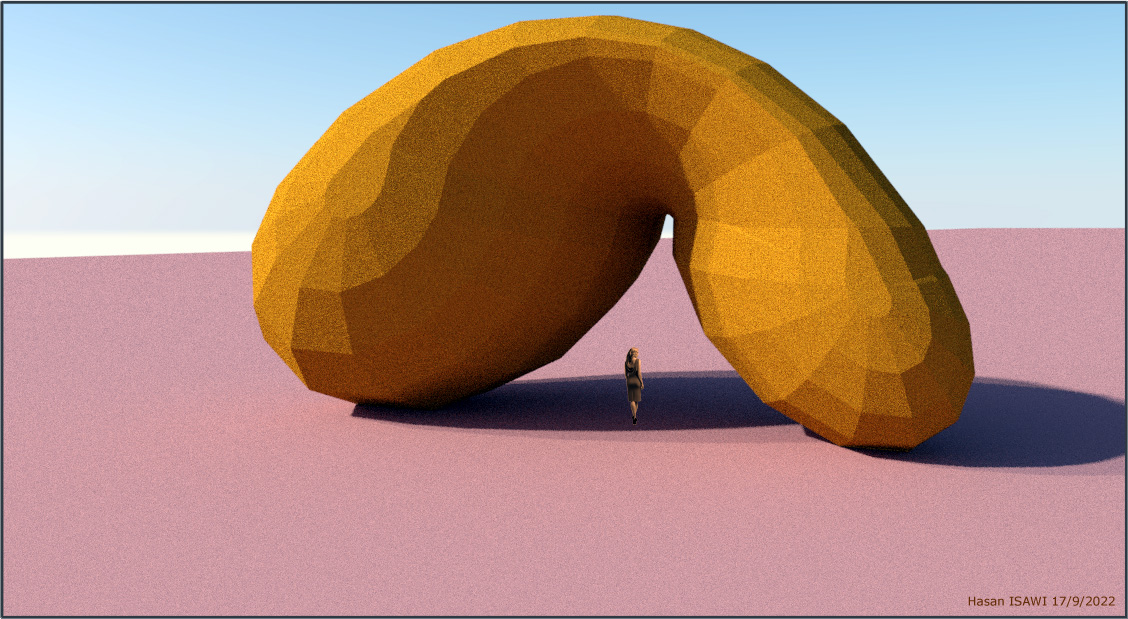
تقريب متعدد السطوح لدويرية عامة
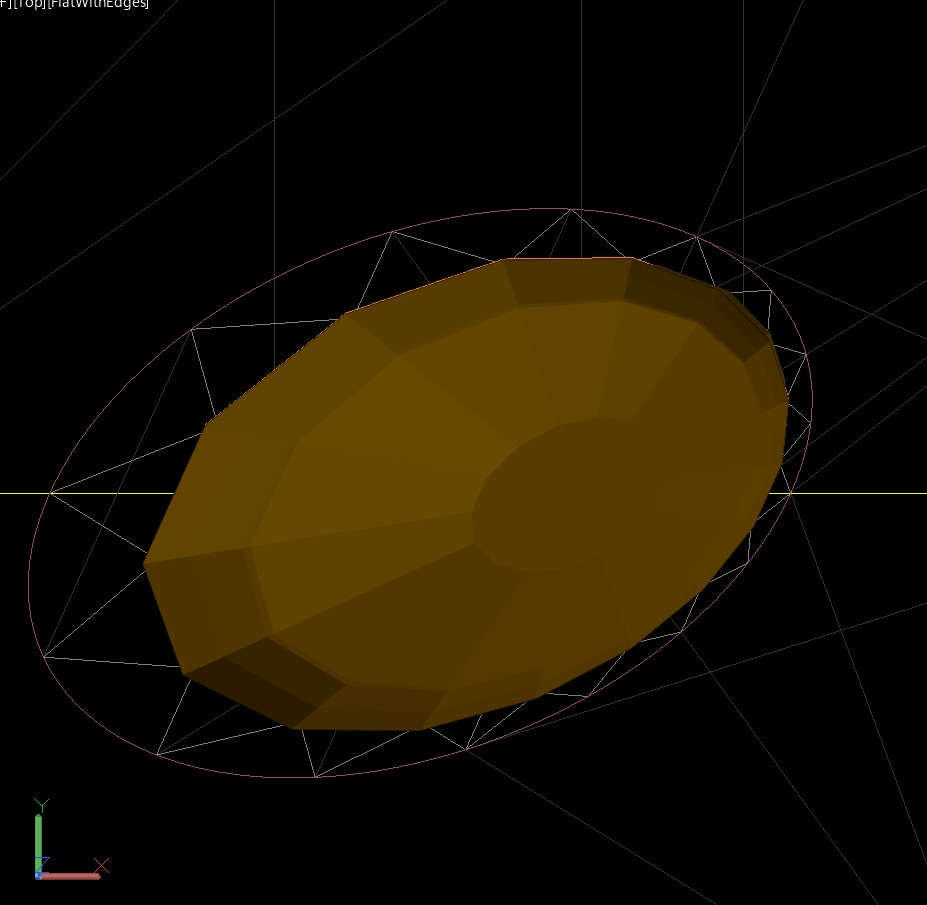
تقريب متعدد السطوح لسطح اهليجي عام
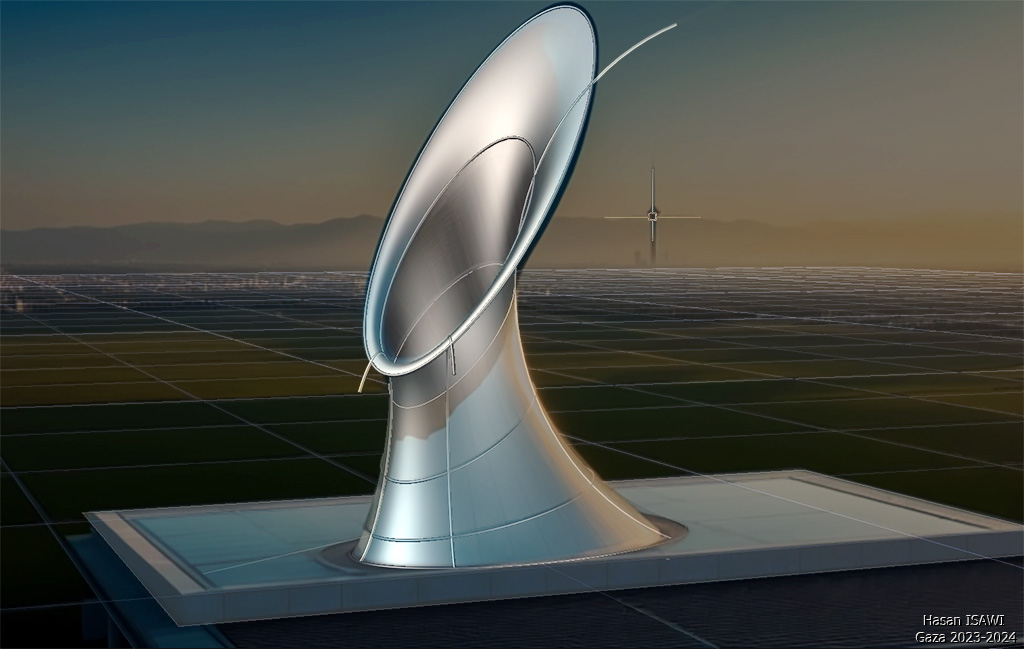
تم تعيين محور ودالة وراسم. بحيث ينتمي المحور لمستوى الراسم ولا يتقاطع مع الراسم ولا يلامسه
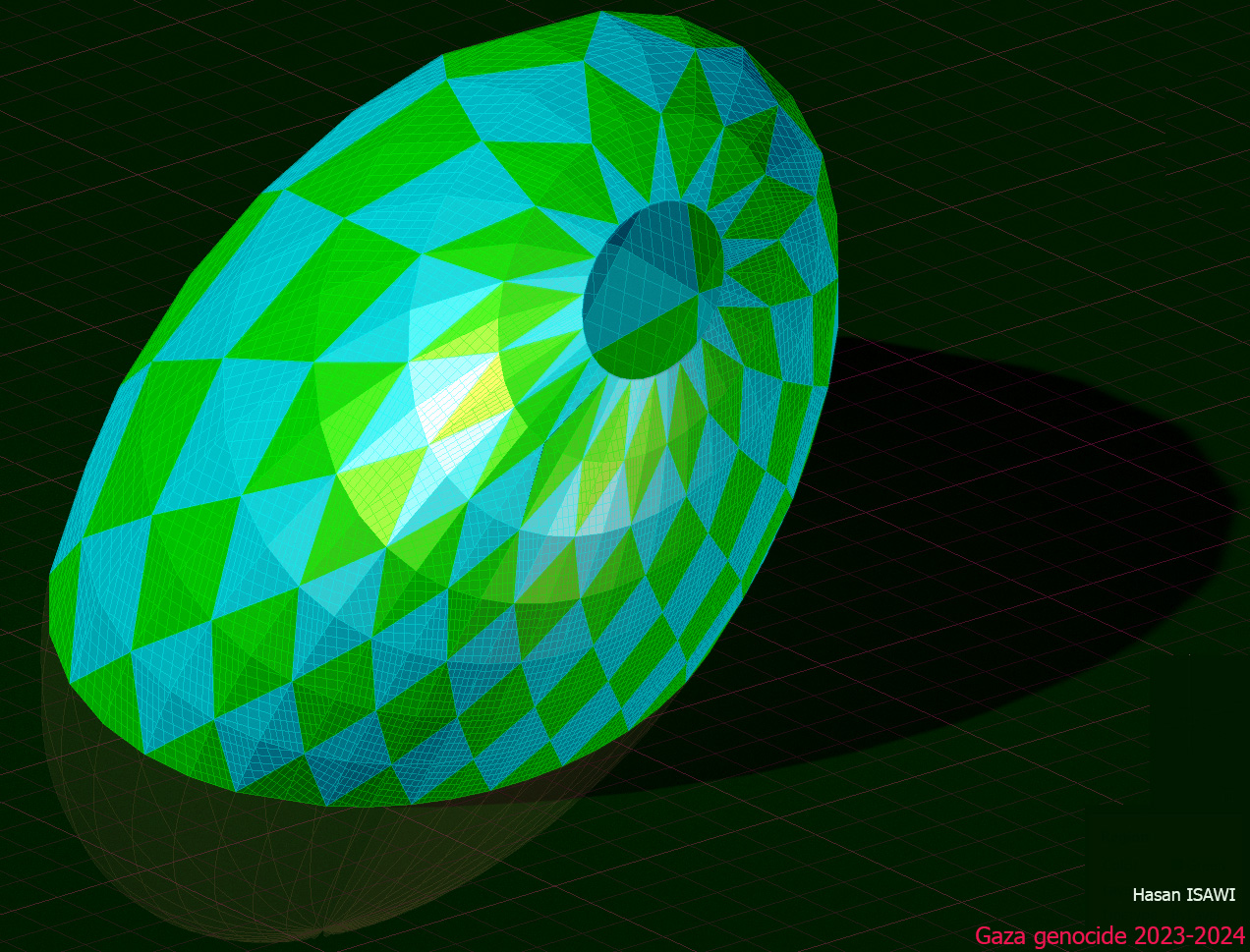
تقريب متعدد السطوح لسطح اهليجي عام
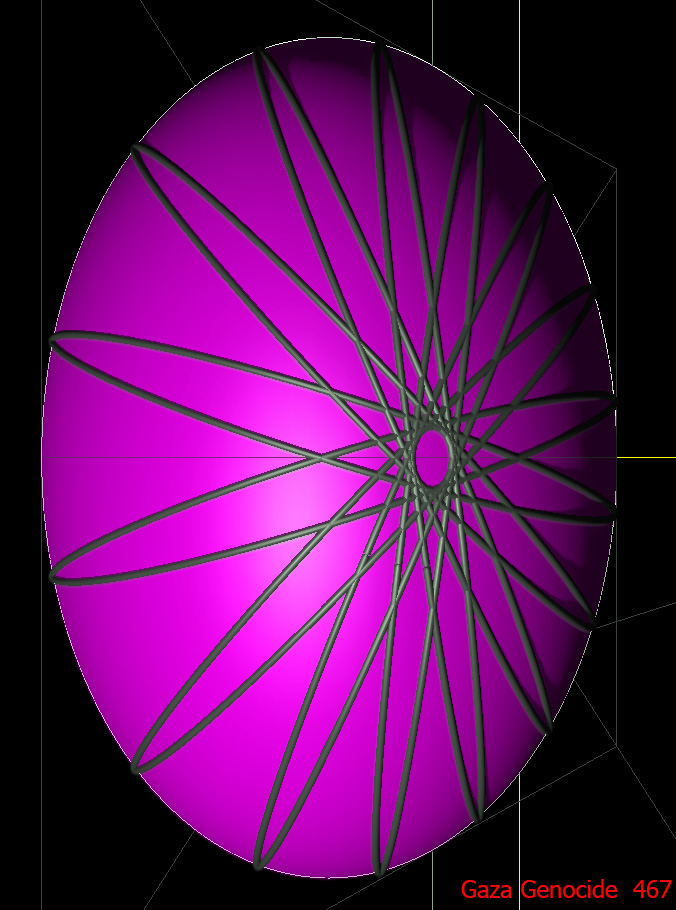
تقسيم مركزي لسطح تربيعي (Tessellation  او mesh generation)
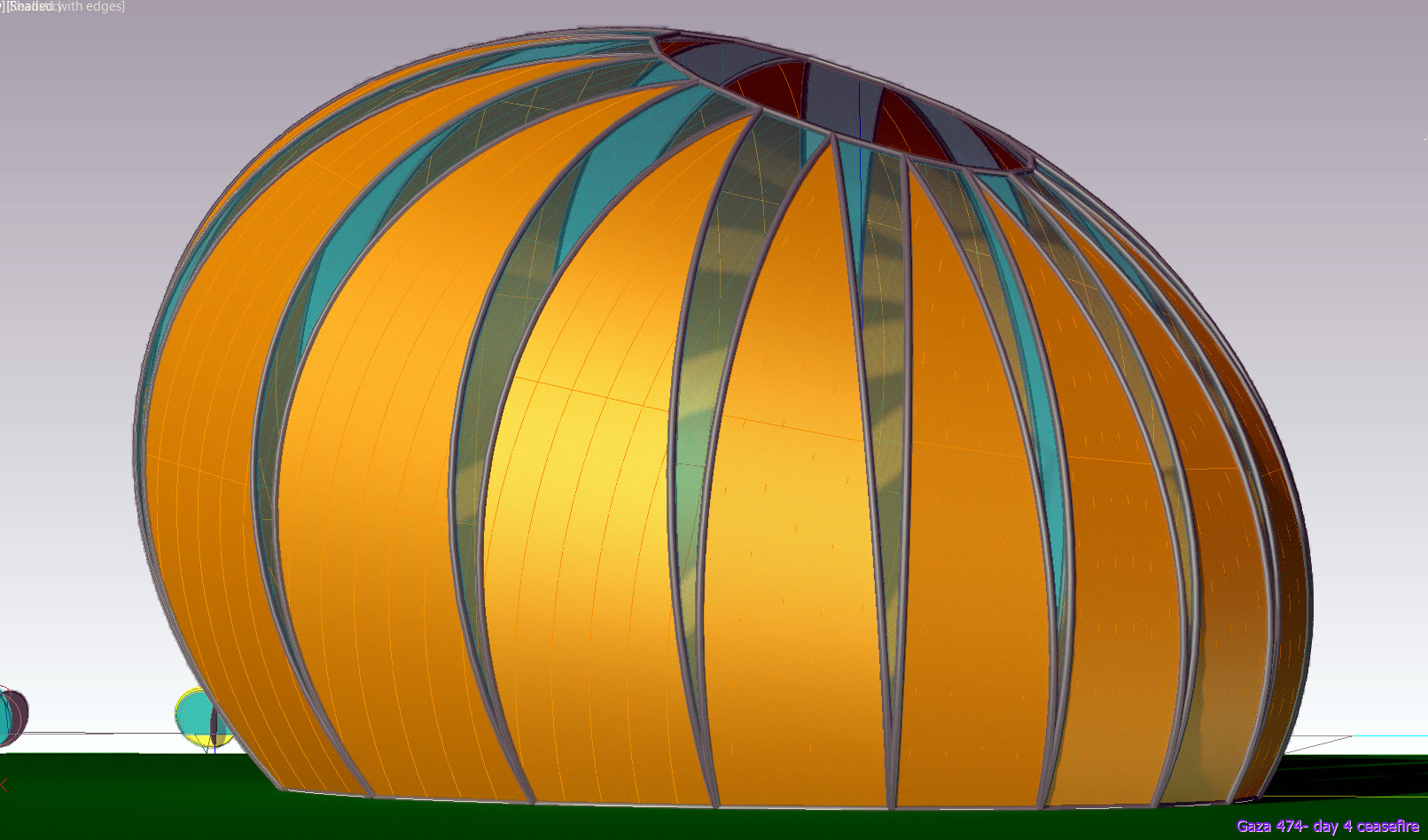
تكوين نجمي ناتج من تحويلات إسقاطية لأنظمة قطبية بالنسبة لسطح تربيعي
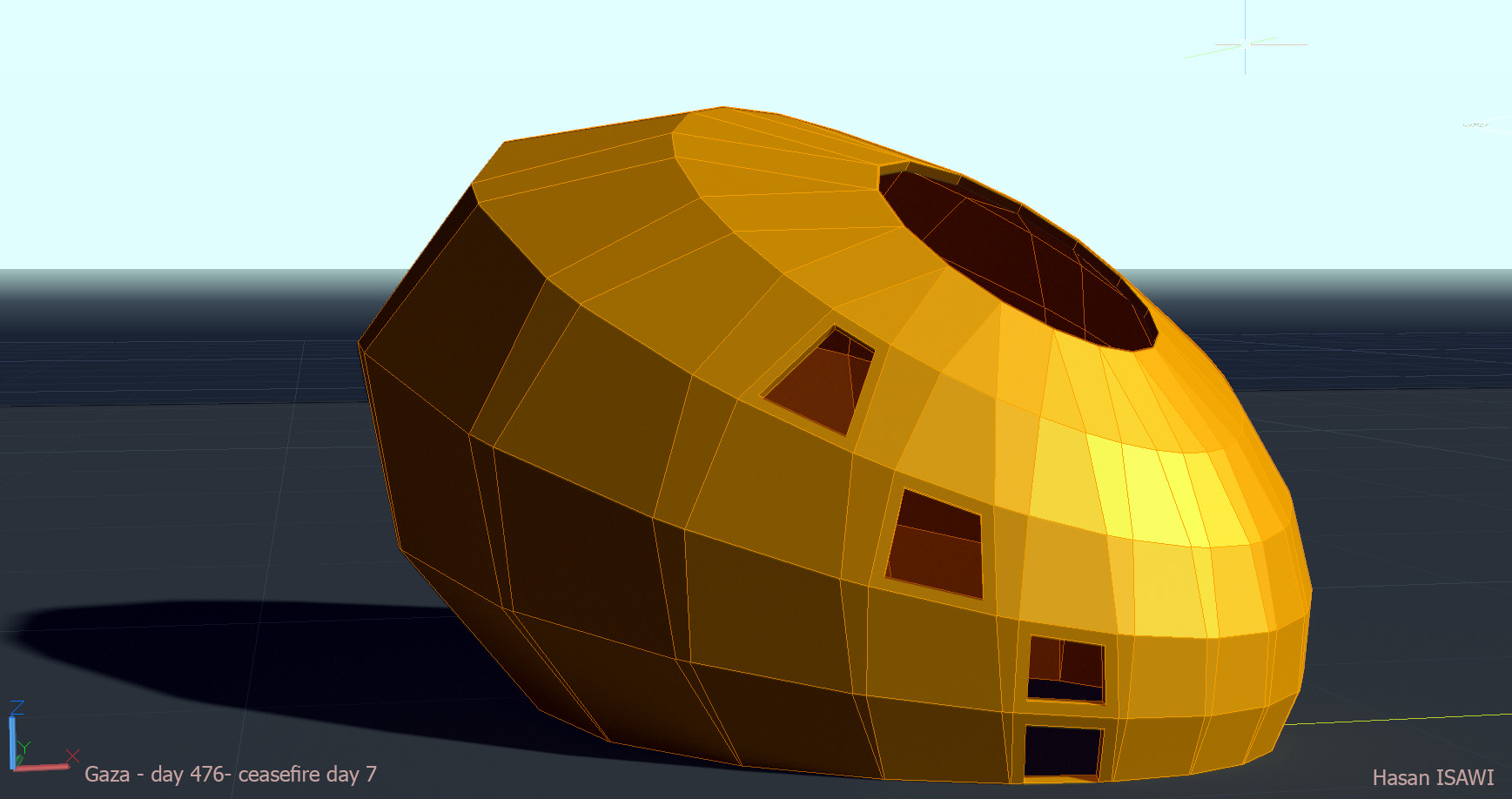
تقريب متعدد السطوح لسطح رباعي عام، مع الاوفست والفتحات الملائمة لوجوه المتعدد
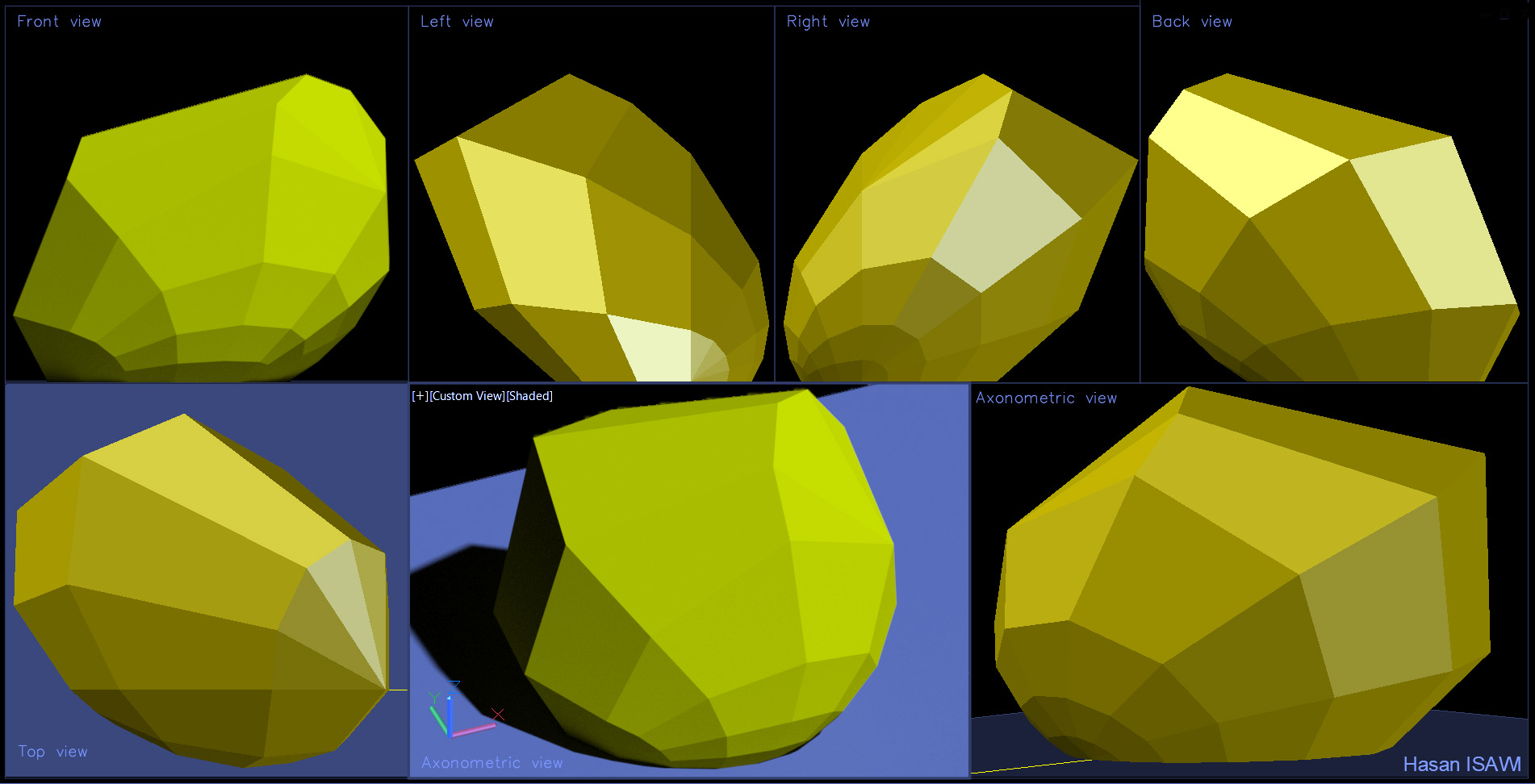
تحويل دوري لنظام قطبي بالنسبة لسطح تربيعي